# 사리원신천고속도로
사리원신천고속도로(沙里院信川高速道路)는 황해북도 사리원시에서 황해남도 신천군까지 잇는 도로다. '고속도로'는 한국에서 임의로 붙인 명칭으로, 제도적으로는 고속도로가 아니라고 알려져 있다. 커티스 멜빈은 고속도로가 아니라고 여긴다. 총연장 33km로, 왕복 2차선으로 1996년에 개통되었다.
이 노선의 건설 목적은 둘 중 하나로 추측된다. 하나는 신천박물관과의 연계 관광, 다른 하나는 과거 김정일의 별장이 있었던 신천군 내 신천초대소와의 평양의 직결이다.